# Furuta Oribe

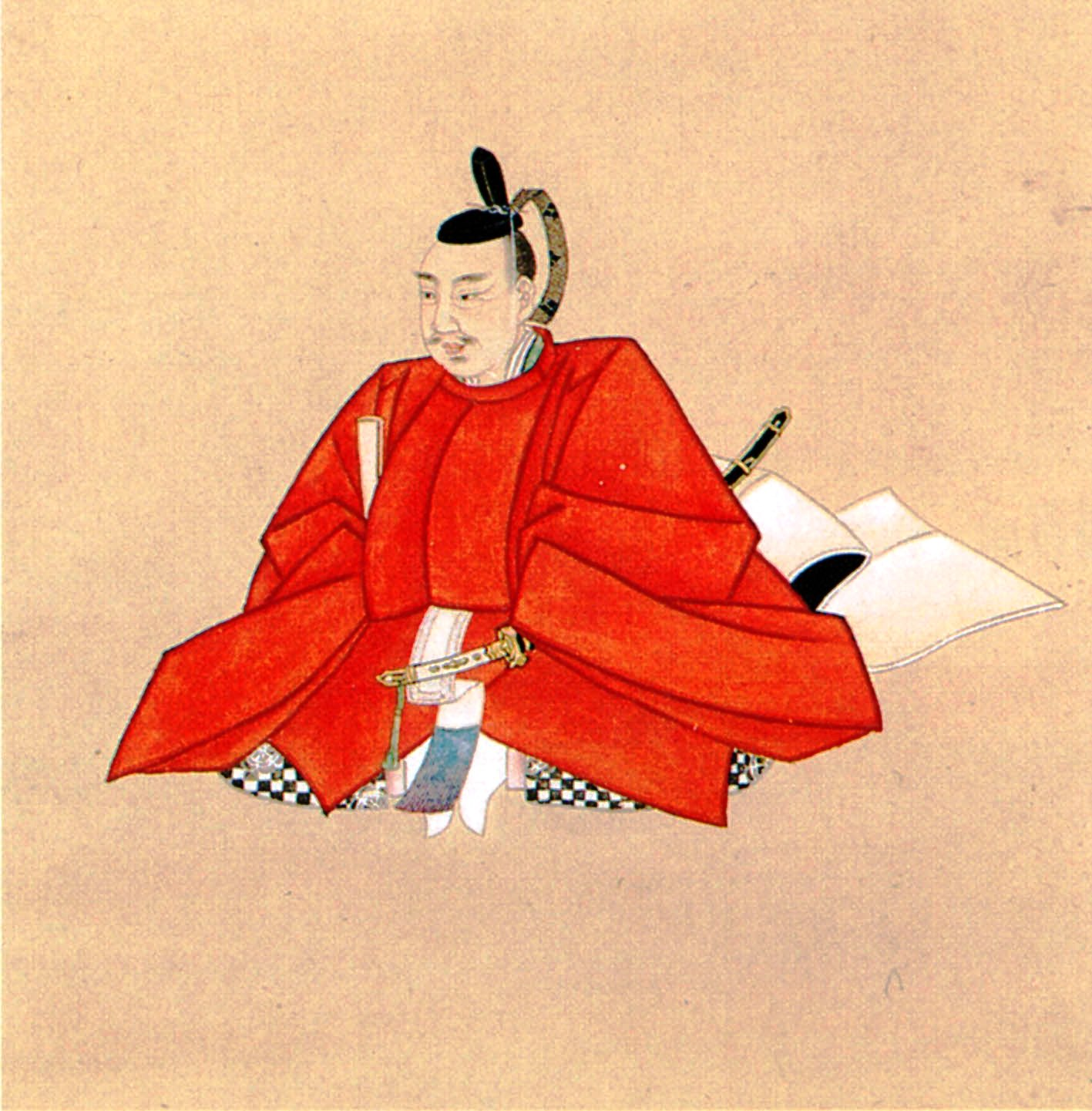
Furuta Oribe

Furuta Oribe (jap. 古田 織部), eigentlich Furuta Shigenari (古田 重然), geboren 1544 in der Provinz Mino (der heutigen Präfektur Gifu) – gestorben am 6. Juli 1615 in Kyoto war Daimyō (Feudalherr) und Teemeister.

## Leben
Nach dem Tod von Sen no Rikyū (1522–1591) trat er die Nachfolge als führender Teemeister an. Er diente den drei Shogunen Oda Nobunaga (1534–1582), Toyotomi Hideyoshi (1536–1598) und schließlich Tokugawa Ieyasu (1543–1616).
Nachdem Toyotomi 1585 zum Regenten (Kampaku) aufstieg, belohnte er Furutas Dienste mit der Vergabe des Folgenden unteren 5. Hofrangs und dem Hoftitel Oribe no kami („Vorsteher des Büros der Weber“), sowie dem Lehen Nishigaoka in der Provinz Yamashiro mit einem Einkommen von 35.000 Koku. Nach der Niederlage der Toyotomi-Anhänger im Sommerfeldzug bei der Belagerung von Ōsaka 1615 wurden er und sein ältester Sohn Shigehiro (重広) zum Seppuku gezwungen.
Sein Grab befindet sich im Tempel Kōjō-ji im Stadtbezirk Kamigyō.
Die nach ihm benannte Oribe-Keramik (Oribe yaki) spiegelt seine ausgeprägte Wertschätzung für Imperfektion und Asymmetrie wider. Sein wesentlich vom Zen-Buddhismus beeinflusster Stil der Teezeremonie findet Ausdruck in der Oribe-ryū (織部流) einer der Schulen für Japanische Teezeremonie.